# Ree Heights
Ree Heights es un pueblo ubicado en el condado de Hand en el estado estadounidense de Dakota del Sur. En el Censo de 2010 tenía una población de 62 habitantes y una densidad poblacional de 80,87 personas por km².

## Geografía
Ree Heights se encuentra ubicado en las coordenadas 44°30′57″N 99°12′2″O / 44.51583, -99.20056. Según la Oficina del Censo de los Estados Unidos, Ree Heights tiene una superficie total de 0.77 km², de la cual 0.77 km² corresponden a tierra firme y (0%) 0 km² es agua.

## Demografía
Según el censo de 2010, había 62 personas residiendo en Ree Heights. La densidad de población era de 80,87 hab./km². De los 62 habitantes, Ree Heights estaba compuesto por el 100% blancos, el 0% eran afroamericanos, el 0% eran amerindios, el 0% eran asiáticos, el 0% eran isleños del Pacífico, el 0% eran de otras razas y el 0% pertenecían a dos o más razas. Del total de la población el 0% eran hispanos o latinos de cualquier raza.